# Idea Factory
Idea Factory (アイディアファクトリー株式会社 Aidia Fakutorī Kabushiki-gaisha) ist ein japanischer Entwickler und Publisher von Computerspielen.

## Beschreibung
Das Unternehmen wurde am 26. Oktober 1996 gegründet. 2001 entstand das Entwicklerstudio Design Factory, das vor allem die Visual Novels des Unternehmens entwickelt. Mit Masamitsu Niitani, dem Gründer des 2003 in Insolvenz gegangenen und aufgelösten Entwicklers Compile, gründete Idea Factory 2006 das neue Entwicklungsstudio Compile Hearts. Das Studio entwickelte für Idea Factory unter anderem die Rollenspiel-Reihe Hyperdimension Neptunia und Record of Agarest War. 2010 erwarb es außerdem einen umfangreichen Rechtekatalog an ehemaligen Compile-Marken. 2007 etablierte Idea Factory mit Otomate ein Markenlabel für Otome-Spiele, die sich gezielt an junge Frauen richtet. In Kalifornien eröffnete Idea Factory 2013 seine US-Tochter Idea Factory International für die internationale Vermarktung seiner Spiele. Während des Lebenszyklus der tragbaren Konsole PlayStation Vita war Idea Factory mit seiner Tochter Compile Heart einer der wichtigsten Plattformunterstützer und veröffentlichte ab 2013 zahlreiche Rollenspiel- und Otome-Titel für den Handheld.
Unternehmensteile
- Idea Factory International (US-Vertriebsniederlassung)
- Compile Heart (Entwicklungsstudio)
- Design Factory (Entwicklungsstudio)
- Otomate (Markenlabel)

## Veröffentlichte Spiele
- 1998:	Spectral Force 2 (PSOne)
- 2003:	Shinseiki Genso: Spectral Souls (PS2)
- 2003:	Generation of Chaos Exceed (GameCube)
- 2004:	Tenkuu Danzai Skelter Heaven (PS2)
- 2005:	Hametsu no Mars (PS2)
- 2005:	Shinki Gensou Spectral Souls II (PS2)
- 2005:	Spectral Force Chronicle (PS2)
- 2006:	Blazing Souls (PS2)
- 2006:	Chaos Wars (PS2)
- 2006:	Hiiro no Kakera (NDS, PS2)
- 2006:	Rec: Doki Doki Seiyū Paradise (PS2)
- 2006:	Spectral Force 3: Innocent Rage (X360)
- 2007:	Absolute: Blazing Infinity (X360)
- 2007:	Apocalypse: Desire Next (X360)
- 2007:	Diario: Rebirth Moon Legend (X360)
- 2007:	Mist of Chaos (PS3)
- 2007:	Spectral Gene (PS2)
- 2007:	Uwasa no Midori-kun!! Natsu Iro Striker (NDS)
- 2008:	Uwasa no Midori-kun!! Futari no Midori!? (NDS)
- 2008:	Cross Edge (PS3, X360)
- 2009:	Hidamari Sketch Dokodemo Sugoroku × 365 (NDS)
- 2010:	Ore no Yome: Anata Dake no Hanayome (X360)
- 2010:	Trinity Universe (PS3) – zusammen mit Nippon Ichi Software & Gust
- 2011:	Hyperdimension Neptunia (PS3) – zusammen mit Compile Heart, Nippon Ichi Software & Gust
- 2011:	Spectral Souls (Android, iOS)
- 2012:	Hyperdimension Neptunia Mk2 (PS3) –  zusammen mit Compile Heart, Nippon Ichi Software, Gust, 5pb. & Comcept
- 2012:	Blazing Souls: Accelate (Android, iOS)
- 2013:	Hyperdimension Neptunia Victory (PS3) – zusammen mit Compile Heart
- 2013:	Sorcery Saga: Curse of the Great Curry God (PSVita) – zusammen mit Compile Heart & ZeroDiv
- 2013:	Mugen Souls Z (PS3) – zusammen mit Compile Heart & GCREST
- 2015:	Megadimension Neptunia VII (PS4)
- 2015:	Trillion 1,000,000,000,000: God of Destruction (PSVita) – zusammen mit Compile Heart & Preapp Partners
- 2016:	Mary Skelter: Nightmares (PSVita) – zusammen mit Compile Heart
- 2017:	Cyberdimension Neptunia: 4 Goddesses Online (PS4, Microsoft Windows)